# Calamotropha aureliellus
Calamotropha aureliellus is een vlinder uit de familie grasmotten (Crambidae). De wetenschappelijke naam is, als Chilo aureliellus, voor het eerst geldig gepubliceerd in 1841 door Josef Emanuel Fischer von Röslerstamm.
De soort komt voor in Europa.